# Cucullia gozmanyi
Cucullia gozmanyi is een vlinder uit de familie uilen (Noctuidae). De wetenschappelijke naam is voor het eerst geldig gepubliceerd in 1994 door G. Ronkay & L. Ronkay.
De soort komt voor in Europa.